# Sam Parnia
Sam Parnia ist ein britischer Kardiologe und Intensivmediziner, der in London studierte und 2006 an der Universität Southampton promovierte. Er forscht am Weill Cornell Medical College in New York an Nahtoderfahrungen und außerkörperlichen Erfahrungen; sein Fokus liegt auf Nahtoderfahrungen von Herzpatienten.
In der Transplantationsmedizin orientiert sich die Definition des Todes am Hirntod. So orientiert sich das deutsche Transplantationsrecht mit dem 1968 definierten Hirntod am Zeitpunkt des irreversiblen Totalausfalls aller Hirnfunktionen („Tod festgestellt“, § 3 Abs. 2 Nr. 2 TPG). Im Gegensatz dazu ist laut Parnia der Tod „ein Prozess, der nach dem Herzstillstand einsetzt und sich in unterschiedlichem Tempo in den verschiedenen Geweben des Körpers ausbreitet“.

## AWARE-Studie
2014 wurden die Ergebnisse der von ihm geleiteten AWARE-Studie (kurz für AWAreness during REsuscitation, zu dt. Bewusstsein während Reanimation) veröffentlicht. Die Studie sollte Aufschluss darüber geben, inwieweit mentale Zustände wie Wahrnehmung, Kognition, und Bewusstsein ohne messbare Hirnaktivität auftreten können.
An der Studie hatten sich 15 Krankenhäuser in Großbritannien, USA und Österreich beteiligt. Während viereinhalb Jahre erfolgten standardisierte Befragungen mit Patienten, die nach einem Herzstillstand mittels Herz-Lungen-Wiederbelebung reanimiert worden waren.
In den teilnehmenden Kliniken waren insgesamt 330 Patienten erfolgreich wiederbelebt worden. Einige verstarben kurz darauf oder konnten aufgrund ihres allgemeinen Krankheitszustandes nicht interviewt werden. Es wurden 140 Erstinterviews durchgeführt, wobei aufgrund zeitaufwändiger Einwilligungsformalien bei 90 Patienten die Interviews erst drei bis zwölf Monate nach der Krankenhausentlassung und telefonisch stattfanden. 55 Befragte berichteten von Erinnerungen während ihrer Bewusstlosigkeit („Do you remember anything from the time during your unconsciousness?“), davon 9 von einer Nahtoderfahrung gemäß der Greyson-NDE-Skala.
Zwei Studienteilnehmer erinnerten sich zusätzlich an das Wahrnehmen von audio-visuellen Eindrücken (auditory/visual recall of events) im Behandlungszimmer und Erlebnissen, die Ähnlichkeiten mit außerkörperlichen Erfahrungen aufwiesen (siehe Originaltranskriptionen). Während bei einem der beiden Patienten der ungünstige Krankheitsverlauf eine weitergehende Befragung unmöglich machte, wurde mit dem anderen, einem 57-jährigen Briten aus Southampton, ein Vertiefungsinterview geführt. Seine Aussagen über den ihn behandelnden Arzt und den Verlauf der Reanimation konnten überprüft und verifiziert werden.
Allgemein wird ab dem Aussetzen des Herzschlags von einer maximal 30 Sekunden andauernden „Restlaufzeit“ des menschlichen Gehirns ausgegangen. Im Fall des britischen Herzpatienten konnten die Forscher jedoch anhand seiner berichteten auditiven Wahrnehmungen auf eine äußere Wahrnehmungsfähigkeit über die Dauer von bis zu 3 Minuten schließen.
Nicht erfüllt hatten sich Hoffnungen auf eine Wahrnehmungsvalidierung mit Hilfe von speziellen Deckeninstallationen. Dazu waren in den Intensivabteilungen der Kliniken Bildertafeln angebracht worden. Die Ausrichtung der Tafeln war derart, dass die abgebildeten Bilder und Symbole nur für einen oben an der Zimmerdecke schwebenden Betrachter sichtbar waren, also einer Position im Raum, von der Menschen mit einer außerkörperlichen Erfahrung oft berichten. Obwohl rund 1.000 Tafeln installiert waren, befanden sich 78 % der im Studienzeitraum nach einem Herzstillstand reanimierten 2.060 Patienten während der Wiederbelebungsbemühungen in Räumlichkeiten ohne Bildertafeln. Dies galt auch für die beiden einzigen Studienteilnehmer mit visuellen Wahrnehmungserinnerungen.

## Veröffentlichungen (Auswahl)
- What Happens When We Die: A Ground-breaking Study into the Nature of Life and Death. Januar 2006.
- mit T. Keshavarz Shirazi, J. Patel und anderen: AWAreness during REsuscitation – II: a multi-center study of consciousness and awareness in cardia arrest. In: Resuscitation. Band 191, 2023, S. 109903.